# Idril
Idril, llamada también Celebrindal (‘pies de plata’), es un personaje ficticio que pertenece al legendarium del escritor británico J. R. R. Tolkien y que aparece en su novela póstuma El Silmarillion. Es la hija única de Turgon y Elenwë. En el 503 de la Primera Edad del Sol se casó con Tuor a quien conoció cuando vino a traer el mensaje de Ulmo que anunciaba la inminente destrucción de Nargothrond y se enamoró de él. Con Tuor tuvo un hijo en el 504 P. E. al que llamó Eärendil.
Como desconfiaba de Maeglin, su primo (que estaba enamorado de ella), hizo construir un túnel secreto que iba desde la ciudad de Gondolin, y bajo el llano hasta más allá de los muros, al norte de Amon Gwareth. Cuando Morgoth atacó Gondolin, gracias a la traición de Maeglin, Celebrindal huyó de Gondolin, llevándose al niño Eärendil por ese Oculto Sendero hacia las Desembocaduras del Sirion. De allí partió con Tuor hacia Eldamar en un barco que Tuor hizo construir para tal fin y que se llamó Eärrámë, que significa «Ala del mar».

Pero más hermosa que todas las maravillas de Gondolin era Idril, la hija de Turgon, que fue llamada Celebrindal, la de los pies de plata, y sus cabellos eran como el oro de Laurelin antes de la llegada de Melkor.

- Datos: Q1767115